# リビア・ディナール
リビア・ディナール（دينار ليبي、Libyan dinar）は、リビアの通貨単位。ISO 4217コードはLYD。補助通貨はディルハム（درهم）で、1リビア・ディナール=1000ディルハムである。
リビア人にはジニ（アラビア語西リビア方言）もしくはジネー（同東リビア方言）と呼ばれることが多く、公式な場以外でディナールの名称が使われることは稀である。

## 歴史
1951年にリビア連合王国（後にリビア王国）が独立すると、新たな国家の統一通貨としてリビア・ポンドが発行されたが、1969年にムアンマル・アル＝カッザーフィー（カダフィ）率いる将校クーデターによって王政打倒・共和制移行が実現された。王国時代の通貨リビア・ポンドはその後も暫定的に使われ続けたが、1971年にデノミが行われ、新通貨としてリビア・ディナールが導入された。

## 硬貨
主に流通しているのは50ディルハム、100ディルハム、¼ディナール（250ディルハム）, ½ディナール（500ディルハム）の4種類。かつては1、5、10、20の各ディルハム硬貨も発行されていたが、現在では使われることは稀である（法定通貨としての地位は保っている）。

## 紙幣
1971年のデノミでリビア・ディナールが導入されたことにより、新通貨の紙幣として¼、½、1、5、10ディナール札が発行された。2002年に20ディナール札、2008年には50ディナール札が加わっている。
2011年にカダフィ政権が崩壊すると、カダフィの肖像を描いた1、50ディナール紙幣はデザインが変更され、その他の紙幣のデザインもマイナーチェンジされた。2015年からは新紙幣の発行が開始し、さらに2019年からはポリマー紙幣が順次発行されている。